# كهف إيغل
كهف إيغل (بالإنجليزية: Eagle Cave)‏؛ هو كهف يقع في مقاطعة ريشلاند في الولايات المتحدة.

## السياحة
يعد «كهف إيغل» أحد مواقع الجذب السياحي في مقاطعة ريشلاند في ولاية ويسكونسن الأمريكية.